# 阿部幸代
阿部 幸代（あべ さちよ、1948年7月28日 - ）は、日本の政治家、日本共産党名誉役員。元日本共産党参議院議員。

## 来歴
- 栃木県出身[1]。お茶の水女子大学教育学部卒[1]。高校教師、越谷市議を経て[1]、1991年の参院補選[2]、1992年の参院選に埼玉県選挙区から立候補して落選[2]。1995年の参院選に当選[2]。2001年の参院選で落選した[3]。その後、2003年の参院埼玉補選、翌2004年の参院選に立候補して落選した[3]。

## 政策
- 選択的夫婦別姓制度導入に賛成。2000年には、阿部ら超党派女性国会議員50名が、夫婦別姓選択制を求めて当時の森総理に申し入れを行った。申し入れでは、「とくに若い世代では、夫婦別姓選択制を望む声が高まっています。政府には、世論を喚起するなど、夫婦別姓選択制を導入するための努力を望む」としている[4]。